# Weybridge
Weybridge ist eine Stadt mit etwa 30.000 Einwohnern im Bezirk Elmbridge der Grafschaft Surrey im Südosten Englands. Von 1933 bis 1974 war Weybridge Teil des Urban Districts Walton and Weybridge. Europaweit bekannt wurde Weybridge im Jahr 2005 als Sitz eines Speziallabors der Europäischen Union, das als Referenzlabor für das Influenza-A-Virus H5N1 sämtliche in der EU aufgetretenen Verdachtsfälle der Vogelgrippe H5N1 analysierte.

## Lage
Weybridge liegt am namengebenden River Wey, der in Weybridge in die Themse mündet; der Ort entstand, weil man dort relativ bequem den Fluss überqueren konnte. Weybridge ist auch Endpunkt des im ausgehenden 18. Jahrhundert gebauten Basingstoke-Kanals.

## Geschichte
In der früheren, Anfang der 1850er Jahre parzellierten Domäne Oatlands ließ Friedrich August, Herzog von York und Albany im Jahr 1794 am Standort eines abgebrannten Vorgängerbaus das Oatlands House im Stil des neugotischen Historismus errichten, das seiner Gemahlin, geborene Friederike von Preußen, Tochter Friedrich Wilhelms II. von Preußen, auch nach der Trennung des Paares und bis zu ihrem Tod als Residenz diente. Eine Inschrift an dem York Column genannten, im Jahr 1822 durch eine Subskription finanzierten Denkmal erinnert an die zwei Jahre zuvor verstorbene Herzogin, die als große Wohltäterin hervorgetreten war. Seit 1846 beherbergt Oatlands House ein Hotel, das Oatlands Park Hotel.
Die hinter der römisch-katholischen Kirche St. Charles Borromeo in den Jahren 1834 bis 1836 von dem Architekten James Taylor errichtete Kapelle diente den durch die Februarrevolution im Jahr 1848 aus Frankreich verbannten Mitgliedern des Hauses Bourbon-Orléans, die teilweise im nahegelegenen Esher im Claremont House, in Richmond und in Twickenham residierten, als Grabstätte für ihre in England verstorbenen Angehörigen. Dort ruhten vorübergehend, bis zu ihrer Überführung in die Chapelle royale de Dreux: Louis-Philippe I., König der Franzosen und seine Gemahlin Maria Amalia von Neapel-Sizilien sowie deren Schwiegertöchter Viktoria von Sachsen-Coburg-Saalfeld-Koháry (Herzogin von Nemours), Helene zu Mecklenburg-Schwerin (Herzogin von Chartres) und Maria Karolina Augusta von Neapel-Sizilien (Herzogin von Aumale).

## Sehenswürdigkeiten
Weybridge ist bekannt als Standort des Brooklands Racing Circuit, eine der ersten Autorennbahnen der Welt. Dort befindet sich ein Motorsport- und Luftfahrtmuseum.
In der Themse am nördlichen Rand von Weybridge liegt Pharaoh’s Island, die einst Admiral Nelson gehörte, der sie zum Angeln benutzte.

## Wirtschaft
Weybridge ist Sitz einiger bedeutender Unternehmen, so hat z. B. Procter & Gamble hier seine Europazentrale.

## Söhne und Töchter der Stadt
- Jacqueline Bisset (* 1944), Schauspielerin
- Paul Casey (* 1977), Golfspieler
- Josh Franceschi (* 1990), Sänger und Songwriter der Band You Me At Six
- Colin Davis (1927–2013), Dirigent
- Pat Griffith (1925–1980), Autorennfahrer
- Richard Hughes (1900–1976), Schriftsteller
- John Leech (1926–1992), Mathematiker, Informatiker und Hochschullehrer
- Keith Shackleton (1923–2015), Maler, Illustrator, Naturforscher und Naturschützer
- James Somerville (1882–1949), Admiral
- R. C. Trevelyan (1872–1951), Schriftsteller und Übersetzer
- Sarah Webb (* 1977), Regattaseglerin

## Persönlichkeiten
John Lennon, Tom Jones, Engelbert und Cliff Richard lebten einige Zeit in Weybridge. Der britische Schriftsteller Warwick Deeping (1877–1950) lebte und arbeitete bis zu seinem Tode in Weybridge.